# La Digue and Inner Islands

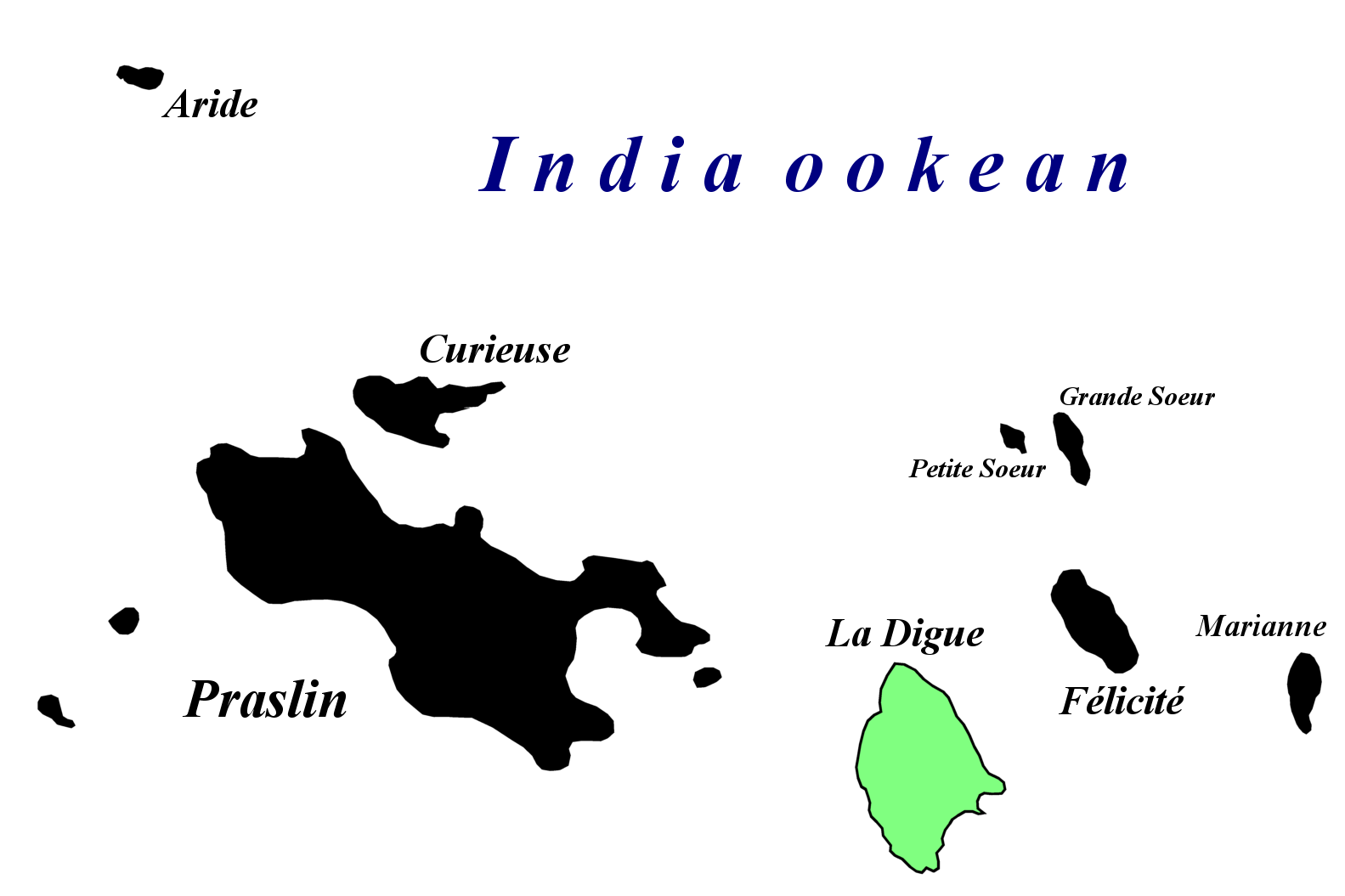
Distriktets läge.

La Digue and Inner Islands är ett av Seychellernas 26  distrikt.

## Geografi
Distriktet har en yta på cirka 56,0 km² med cirka 2 000 invånare. Befolkningstätheten är 36 invånare / km².
La Digue and Inner Islands ligger i regionen Inre Öarna (Inner Islands) och omfattar ön La Digue samt den obebodda ögruppen Inner Islands.

## Förvaltning
Distriktet förvaltas av en district administrator och ISO 3166-2koden är "SC-15". Huvudorten är La Passe.
Sedan 1994 lyder varje distrikt under "Local Government" som är en enhet av departementet Ministry of Local Government, Youth and Sport. Distriktens roll är att främja tillgång av offentliga tjänster på lokal nivå.
Distriktets valspråk är: "Avancons lentement mais surement" (Framåt långsamt men säkert.